# 桑福德 (喬治亞州)
桑福德（英語：Sanford）是位於美國喬治亞州斯圖爾特縣的一個非建制地區。該地的面積和人口皆未知。

## 地理
桑福德的座標為32°58′47″N 84°56′37″W / 32.97972°N 84.94361°W，而該地的平均海拔高度為166米（即545英尺）。